# Niederanven
Niederanven (in lussemburghese: Nidderaanwen) è un comune del Lussemburgo sud-occidentale. Fa parte del cantone di Lussemburgo, nel distretto omonimo. Si trova a nord-est della capitale, nei pressi dell'Aeroporto di Lussemburgo-Findel.

## Geografia fisica
Nel 2001, la cittadina di Niederanven, capoluogo del comune che si trova nella parte nord-orientale del suo territorio, aveva una popolazione di 1 476 abitanti. Le altre località che fanno capo al comune sono Ernster, Hostert, Oberanven, Rameldange, Senningen, Senningerberg e Waldhof.
La città si trova agli incroci fra le autostrade A1 e N1.

## Amministrazione

### Gemellaggi
Niederanven fa parte delle città Douzelage e quindi è gemellata con tutte le altre città della rete.